# Nahúm Palacios Arteaga
Nahúm Palacios Arteaga († 14. März 2010 in Tocoa, Honduras) war ein honduranischer Journalist und Reporter.
Der Mittdreißiger Palacios Arteaga war Nachrichtenchef des Fernsehsenders Canal 5 in Aguán und arbeitete auch für eine Nachrichtensendung von Radio Tocoa im Departamento Colón an der Karibikküste. 
Der investigative Journalist berichtete über Drogenhandel, Gewaltkriminalität, Lokalpolitik und einen Konflikt zwischen Bauern und Landbesitzern in der Region Aguán. Im Jahr 2009 hatte er mehrfach Todesdrohungen erhalten. Am 14. März 2010 kamen zwei Autos längsseits an seinen Wagen und maskierte Täter erschossen ihn mit Gewehren der Marke AK-47. Das Auto wurde von 42 Schüssen durchsiebt.
Außer ihm wurden mit Joseph Hernández Ochoa, David Meza, Bayardo Mairena, auch dessen Assistent Manuel Juárez starb, und Luis Antonio Chevez vier weitere Journalisten im März 2010 in Honduras ermordet. Am 1. März war bereits auf die Journalistin Karol Cabrera geschossen worden, deren sechzehnjährige Tochter Katherine Nicolle Rodríguez man im Dezember 2009 ermordet hatte.
Am Tag nach dem Attentat auf Palacios kam es in der zweitgrößten Stadt von Honduras, der Millionenstadt San Pedro Sula, zu einer Protest-Demonstration von Journalisten gegen die Gewaltwelle in Honduras gegen ihre Kollegen.